# Knauf
Knauf è un'azienda attiva nella produzione di materiale per cartongesso, con sede a Iphofen.

## Storia
La Gebr. Knauf Westdeutsche Gipswerke di Iphofen nasce nel 1932 dai fratelli Alfons N. Knauf e Karl Knauf, entrambi ingegneri. Il 2 giugno 2003 l'azienda si rinomina in Knauf Gips KG.
Lo stabilimento fu creato a Perl sulla Mosella. La frontiera franco-tedesca giace sull'intera fabbrica.
Inizialmente si concentra nell'estrazione di gesso dalle miniere, ben presto la Knauf allarga le proprie vedute anche all'applicazione del minerale nella ristrutturazione interna e nella costruzione. Nel 1958 la società comincia a produrre lastre in cartongesso. Negli anni successivi la Knauf si specializzerà sempre più nella realizzazione di sistemi innovativi applicabili al cartongesso.
Attualmente la KnaufIndustries è presente in gran parte del mondo con più di 200 stabilimenti in più di 57 paesi , distribuiti tra Nord e Sud America, Europa - con casa madre in Germania, ad Iphofen - Medio Oriente, Africa e Asia

## Prodotti
Dalla Gipswerk nel Saar e Main si estendono due gruppi producenti:
- Intonaci
- Pavimenti
- Muri a secco
- Isolanti
- Piastrelle
- Macchine da costruzione

## Knauf Italia
Knauf Italia nasce a Treviso nel 1977. Lo sviluppo di Knauf in Italia risale al 1985 con l'acquisto e la ristrutturazione dello stabilimento Intonaci presso Gambassi Terme e di due cave. Segue l'investimento presso Castellina Marittima per lo stabilimento lastre e profili e le cave e i depositi di gesso, al quale si aggiunge il primo raddoppio della linea di produzione nel 2002 e il secondo nel 2008. Nel frattempo, tutta l'attività di Knauf Italia si sposta dal magazzino di Treviso, dove inizialmente veniva raccolto il materiale proveniente dall'Austria e distribuito al cliente finale, allo stabilimento di Castellina Marittima, divenuta la sede principale dell'azienda in Italia.